# Furcoribula yichunensis
Furcoribula yichunensis är en kvalsterart som beskrevs av Wen och Gao 1999. Furcoribula yichunensis ingår i släktet Furcoribula och familjen Astegistidae. Inga underarter finns listade i Catalogue of Life.